# Pyrausta metaleuca
Pyrausta metaleuca là một loài bướm đêm trong họ Crambidae.